# Grup de armate

Simbolul NATO al unui grup de armate aliate.

Un Grup de armate (în limba engleză army group) este denumirea celei mai mari unități  dintr-o organizație militară, formată din mai multe armate terestre. Numărul militarilor unui grup de armate variază între 400.000-1.000.000 persoane. Un grup de armate este comandat de un general de armată sau un mareșal. În cazul Armatei sovietice în al Doilea Război Mondial grupurile de armate se numeau fronturi.
Grupurile de armate pot fi formațiuni multinaționale. De exemplu, în timpul celui de-al Doilea Război Mondial, Grupul de Armate Sudic (cunoscut și sub numele de Grupul Armatei a 6-a din SUA) a cuprins Armata a 7-ea a SUA și 1-a Armată Franceză; Grupul de Armată al 21-lea a cuprins Armata a 2-a Britanică, 1-a Armată Canadiană și Armata a 9-a Americană.